# Bernardino Landete

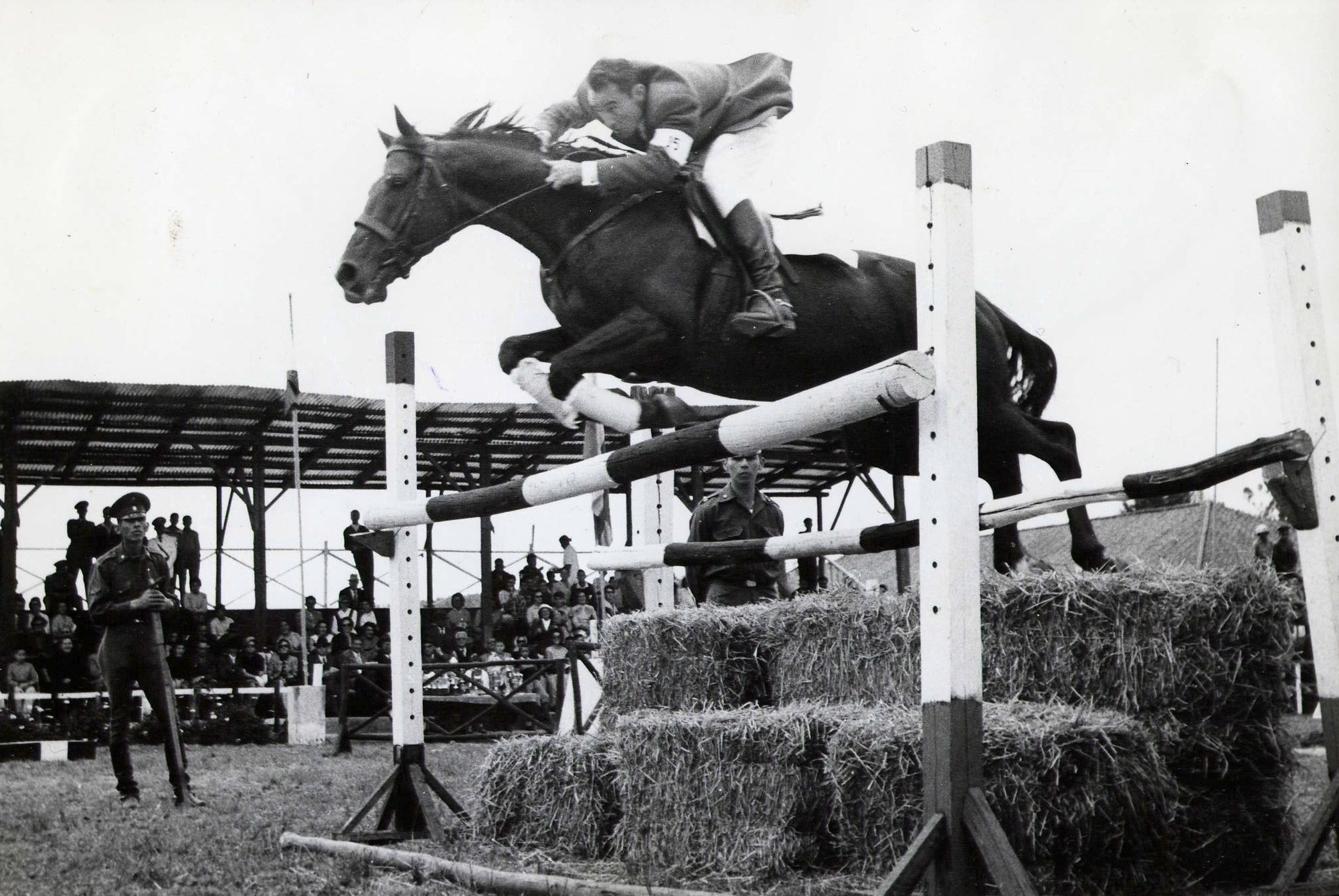
Bernardino Landete auf Prince Hindú

Bernardino Landete Navarro (* 29. Dezember 1925 in Madrid; † 26. September 2010 in Alicante) war ein spanischer Reitsportler und berittener Stierkämpfer (Rejoneador). Er wirkte hauptsächlich im 3. Viertel des 20. Jahrhunderts, davon lange Zeit in Ecuador, wo er im Springreiten und besonders in der Welt des Stierkampfs durch die Erfindung des sogenannten par del violín (eine Art das Paar Banderillas zu setzen, die an das Geigenspielen erinnert und später im unberittenen Stierkampf eingeführt wurde) an Bedeutung gewann.

## Biografie
Als Sohn des Zahnmediziners und Pferdeliebhabers Juan Landete nahm er ab 1931 in Madrid Unterricht in Dressurreiten, Hoher Schule und Springreiten bei den Militärreitlehrern Julio Xifra und Antenor Betancourt. Nach dem spanischen Bürgerkrieg von 1936 bis 1939 (in dem Xifra fiel) nahm er erneut den Unterricht bei Betancourt auf. 1952 begann er den berittenen Stierkampf und bewies sich als hervorragender Reiter, der den Stierkampf beherrscht, wodurch er in kürzester Zeit zu den Besten seinesgleichen zählte. 1954 wählte man ihn zusammen mit dem Rejoneador Ángel Peralta für Dreharbeiten zum Film That Lady von Terence Young aus.
Am 13. März 1955 hatte er sein Debüt in Madrid. An diesem Tag führte er den von ihm erfundenen par del violín aus, der ihn berühmt machte. „Der Pferdepolo brachte mich auf die Idee, dass man den Stier, so wie den Ball beim Polo, auch von links angreifen könnte.“
Im Jahr 1958 reiste er nach Guayaquil, Ecuador und heiratete. In diesem Jahr trat er bei den Stierkampffesten in Ecuador und Kolumbien auf. Zwei Jahre später wurde ihm der erste Stier bei der Einweihung der Arena Plaza Monumental von Quito zugeteilt. Im gleichen Jahr gründete er den Pferdesportclub Cayambe, der sich hauptsächlich dem Springreiten widmete.
1968 gewann er in Caracas den zweiten Platz bei den südamerikanischen Springreitwettkämpfen und ein Jahr danach für Ecuador den ersten Platz im Mannschaftsspringen in Buenos Aires sowie den zweiten Platz im Einzelspringen.
Nach seiner Rückkehr nach Spanien heiratete er 1974 seine zweite Frau. In Barajas (Madrid) gründete er eine Reitschule sowie wenig später den Reitsportclub Barajas. 1975 hörte er mit dem Stierkampf auf und 1999 ließ er von jeglicher beruflicher Tätigkeit ab, um sich im Jahr 2000 in Torrellano (Alicante) mit seiner Familie zur Ruhe zu setzen.

## Bibliografie
- José María de Cossío: Diccionario de toreros (Espasa Calpe, 1996), ISBN 84-239-7632-7.
- Fernando Fernández Román: Los toros contados con sencillez (Madrid, 2001). ISBN 84-95354-49-7.

## Zeitungsarchiv
- Luis Ignacio Seco (fotos von Leal & Antonio): Tres días al galope (Clarín, 1956).
- D. Bernardino Landete, "El Centauro de Madrid" (Primer Tercio, Nº 230. Madrid, 3. August 1972).
- Pau Herrero i Jover: De toros y toreros  (BIM Novelda, Januar 2008).
- Rosa Jiménez Cano: Bernardino Landete, un rejoneador creativo (Obituarios El País, 7. Oktober 2010).
- ABC: Murió el rejoneador Benardino Landete, inventor del par "al violín". (EFE, 26. September 2010)